# Венок сонетов (фильм)
«Вено́к соне́тов» — драматический фильм 1976 года режиссёра Валерия Рубинчика по мотивам повести Виктора Муратова «Мы убегали на фронт».

## Сюжет
Уже не за горами конец войны, когда двое ребят сбегают из училища и пробираются на фронт. В вокзальной сутолоке беглецы теряют друг друга — и вскоре одному из них предстоит принять свой первый бой.
Но и после капитуляции Германии ещё остаются недобитые фашисты.

## В ролях
| Актёр                    | Роль                                                      |
| ------------------------ | --------------------------------------------------------- |
| Игорь Меркулов           | Артём Перегудов                                           |
| Александр Жуковский      | Иван Сабуренков                                           |
| Ирина Зеленко            | Люба Заикина                                              |
| Владимир Юрьев           | Ермолаич                                                  |
| Георгий Штиль            | солдат Ампилогов                                          |
| Эммануил Геллер          | капельмейстер                                             |
| Валентин Никулин         | военный корреспондент Александр Михайлович Пожарский      |
| Виктор Ильичёв           | 20-летний младший лейтенант Володя                        |
| Леонид Кмит              | старшина                                                  |
| Анна Дубровина           | актриса театра                                            |
| Вадим Ганшин             | Самохин                                                   |
| Александр Харитонов      | майор Крупенин                                            |
| Борис Гитин              | пограничник                                               |
| Людмила Аринина          | фрау Марта                                                |
| Василий Молодцов         | майор Крутов                                              |
| Николай Табашников-Зорин | попутчик                                                  |
| Пётр Юрченков ст.        | капитан, командир кавалерийского эскадрона Виктор Третьяк |
| Людмила Куцелай          | Анюта                                                     |
| Ольга Лысенко            | актриса театра                                            |
| Любовь Румянцева         | актриса театра                                            |
| Ростислав Шмырёв         | артист театра                                             |
| Павел Первушин           | преподаватель биологии Павел Иванович                     |
| Константин Веремейчик    | эпизод (нет в титрах)                                     |

## Стихи и их исполнение
Белла Ахмадуллина

## Награды
- «Венок сонетов» — приз за лучший фильм для детей и юношества на Х-ом Всесоюзном кинофестивале (1977, Рига).